# Domokos Miklós
Domokos Miklós (Pécs, 1935. október 14. – Budapest, 2023. október 12.) magyar hidrológus, matematikus, vízügyi mérnök. A Budapesti Műszaki és Gazdaságtudományi Egyetem, a Mérnöki Továbbképző Intézet, az NME, az Eötvös Loránd Tudományegyetem és az UNESCO budapesti nemzetközi hidrológiai továbbképző tanfolyamának előadója, az Állami Nyelvvizsga Bizottság német, angol, olasz, spanyol szaknyelvi cenzora, a Duna-vízgyűjtő országai hidrológiai munkacsoport koordinátora.

## Életpályája
1954–1959 között az Építőipari és Közlekedési Műszaki Egyetem (ÉKME) Mérnöki Karán tanult. 1959-ben a Szegedi VIZIG belvízvédelmi csoportjában és a hódmezővásárhelyi szakaszmérnökségen kezdett dolgozni. 1959-től a Magyar Hidrológiai Társaság tagja volt. 1961–2010 között a Vituki kutatója és tudományos főmunkatársa volt. 1962–1968 között az Eötvös Loránd Tudományegyetem Természettudományi Kar hallgatója volt; okleveles alkalmazott matematikus lett. 1960–1965 között a II. Országos Vízgazdálkodási Keretterv résztvevője volt. 1971-ben a Budapesti Műszaki és Gazdaságtudományi Egyetemen egyetemi doktor lett. 1982-ben Madridban elvégezte a Nemzetközi Hidrológiai Továbbképző Tanfolyamot. 1985–1993 között a Magyar Hidrológiai Társaság vízgazdálkodási szakosztályának elnöke volt. 1992–2010 között az UNESCO Nemzetközi Hidrológiai Program és a WMO Operatív Hidrológiai Program magyar nemzetközi bizottságának titkára volt. 2006–2014 között a Vitális Sándor szakirodalmi nívódíj Bíráló Bizottságának elnöke volt. 2012-től a Magyar Hidrológiai Társaság Vízügyi Történeti Bizottságnak tagja volt. 2013-tól a Magyar Hidrológiai Társaság tiszteleti tagja.
Kutatási területe a felszíni vizek hidrológiája, a hidrológiai statisztika, a tározók hidrológiája, a vízgazdálkodási mérleg, a szimulációs modellek, a belvízkárok és az éghajlatváltozás.

## Családja
Szülei: Domokos J. Róbert és Vargha Janka voltak. 1960-ban házasságot kötött Gombosi Mária (1935–) alkalmazott matematikussal. Két fiuk született: Domokos Gábor (1961) építészmérnök és György (1963) alkalmazott matematikus.

## Művei
- A vízgazdálkodási mérleg (1972)
- Water Management Planning (1972)
- Theory of Water Restriction (1974)
- A vízkészlet-gazdálkodás alapjai (1975)
- Vízkészlet-gazdálkodási rendszerek modellezése (1975)
- Hydrology of Reservoirs (1987)
- P. Paleocapa e la regolazione del Tibisco (1990)
- Long-Term Water Balances for Subcatchments and Partial National Areas in the Danube Basin (1990)
- Hydrology of Surface Waters (1990)
- Stochastic Concomitance of Water Resources and Needs (1991)
- The Danube Monograph and FREND: Comparison of Two Approaches (1993)
- Ismereteink az esetleges éghajlatváltozásról és annak hidrológiai-vízgazdálkodási következményeiről (1995)
- Teoria del lato quantitativo del bilancio integrato per la gestione delle acque (1995)
- Segédletek a kisvízi események paramétereinek becslésére (1996)
- Hydrologische Monographie des Einzugsgebietes der Oberen Raab (1997)
- A Duna-vízgyűjtő ősvízrajza (1999)
- A Duna-vízgyűjtőbeli országok hidrológiai együttműködésének három évtizede (2001)
- Még egyszer a simuló eloszlásfüggvények misztifikálásáról (2002)
- Die von Ungarn aus koordinierte Periode der Donau-hydrologen (2006)

## Díjai
- Vásárhelyi Pál-emléklap (1967)
- Bogdánfy Ödön-díj (1970)
- a Magyar Tudományos Akadémia kutatói pályázatának díja (1974, 1986)
- Sajó Elemér-emléklap (1974)
- Pro Aqua Emlékérem (1983)
- Vitális Sándor-nívódíj (1984, 1989)
- Bogdánfy Ödön-emlékérem (1991)
- Kvassay Jenő-díj (1998)
- Vásárhelyi Pál-díj (2021)